# Diógenes Escalante
Diógenes Escalante Ugarte (Queniquea, 23 de octubre de 1877 - Miami, 13 de noviembre de 1964) fue un político y diplomático venezolano.

## Biografía

### Juventud y familia
Diógenes Escalante nació en la población de Queniquea, estado Táchira, el 24 de octubre de 1879. Estudió en el Colegio de El Sagrado Corazón de La Grita, donde también se encontraba Eleazar López Contreras.
Diógenes Escalante fue hijo de Timoteo Escalante, seguidor del Partido Liberal Amarillo, lo que causó que, desde niño, se relacionara con la literatura y la política. Tuvo dos hermanos, Santiago y Calixto, así como una hermana que se llamaba Cleotilde y vivió hasta su muerte en Queniquea, donde administraba la oficina de correos. Se casó con Isabel Álamo Ibarra, de origen mantuano, con quien tuvo dos hijas: Bebel y María Teresa.
Conoció y siguió las ideas de Espíritu Santo Morales, su mentor político. De igual manera, bajo las órdenes de Morales, Escalante se enfrentó en armas contra la Revolución Restauradora (1899) liderada por Cipriano Castro.

### Vida política
Inició su vida política bajo los auspicios de su tío Calixto Escalante, quien fungía como gobernador del Distrito Federal, convirtiéndose en secretario de dicha gobernación (1902-1903). Luego, entre 1903 y 1904 se volvió oficial en el Ministerio de Relaciones Exteriores.
Fue director de la Imprenta Nacional entre 1911-1912 y, luego, en 1913, propone la creación del periódico El Nuevo Diario, que se convirtió en vocero del régimen gomecista, siendo su director entre 1913 a 1915; sin embargo, posteriormente renunció a su periódico y partió a Europa en una carrera diplomática que puso a su lado los intelectuales de la época, viviendo de cerca la Primera Guerra Mundial. En París se consagró al estudio de la ciencia política y social y obtuvo el título de doctor en Ciencias Políticas.
Asimismo, había fungido como representante de Venezuela ante la Sociedad de las Naciones (1920-1933), antecesora de la Organización de las Naciones Unidas. Amplió sus conocimientos de inglés, lo que le llevó a desempeñar el cargo de ministro plenipotenciario en Londres durante casi quince años (1922-1935).
Posteriormente, tras la renuncia en 1931 de Juan Bautista Pérez, presidente títere del general Juan Vicente Gómez, Escalante se convirtió en posible candidato presidencial; sin embargo, no volvió a Venezuela sino hasta 1935. Asimismo, bajo la dictadura de Gómez, Escalante fue enviado a Ginebra para defender los límites de Venezuela ante Colombia el 26 de enero de 1934.
Al morir Juan Vicente Gómez, Eleazar López Contreras, exalumno de Escalante y buen conocedor de sus facultades, le nombró ministro de Relaciones Interiores y luego su secretario particular. Según el escritor venezolano Francisco Suniaga, para 1940 López Contreras quería designarlo como su sucesor; sin embargo, «los generales le impusieron un militar» representado en la figura de Isaías Medina Angarita. Asimismo, bajo la presidencia de López Contreras, Escalante colabora en la ejecución del Programa de Febrero de 1936.

Diógenes Escalante en Washington D. C. en 1937.

Cuando llegó al poder el general Isaías Medina Angarita, con quien tenía amistad, Escalante dirigió trabajos en varias embajadas.  Durante el transcurso de la guerra, Diógenes Escalante sirvió como embajador de Venezuela en los Estados Unidos (1937-1945), donde estableció una cercana amistad con el futuro presidente estadounidense Harry Truman. Fue un fiel seguidor de las ideas americanistas, y siempre defendió la idea de la unión del continente.

Diogenes Escalante junto al embajador de México Francisco Castillo Nájera y el embajador de Colombia Miguel López Pumarejo en 1939.

En 1945, como embajador en Washington D. C., acudió a la Conferencia de las Naciones Unidas sobre Organización Internacional de San Francisco como delegado por Venezuela, donde se estableció la Carta Magna de la Libertad como consecuencia de la Segunda Guerra Mundial.
En 1945, el entonces presidente de Venezuela, Isaías Medina, luego de un prolongado proceso en busca de su sucesor, propuso a Escalante como candidato por el partido gobernante Partido Democrático Venezolano (PDV) para las elecciones de 1946, a consecuencia de un artículo de prensa, que sugirió para el aún embajador la candidatura y que animó a un grupo de personas a respaldarla, logrando obtener 70 firmas. Días después, Escalante regresó al país con su familia. Esto lo convertiría en el virtual próximo presidente de Venezuela pues el PDV controlaba de manera casi absoluta el Congreso, cuyos integrantes, de acuerdo al sistema electoral imperante en ese momento en el país, serían los responsables de elegir por votación de sus miembros al presidente que sustituiría a Isaías Medina Angarita. 

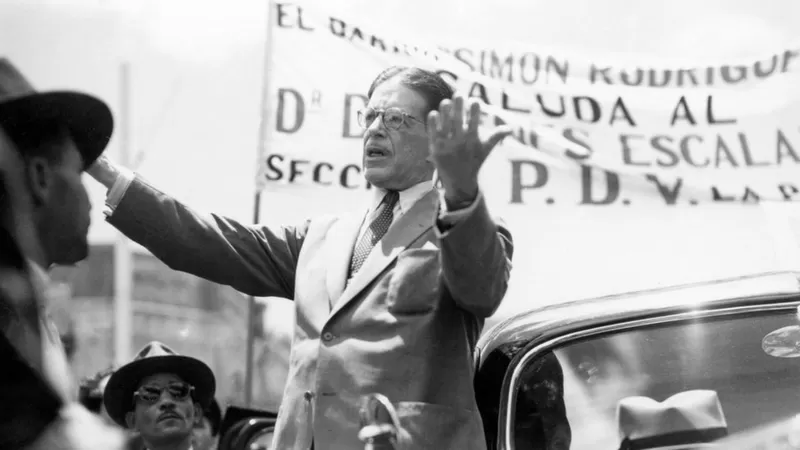
Campaña electoral de Diógenes Escalante en 1945.

Su eventual candidatura recibió el respaldo de la entonces nueva agrupación política conocida como Acción Democrática, principal partido de oposición. Luego de algunas dudas y cavilaciones Diógenes Escalante se dispuso a aceptar la candidatura presidencial y comenzar su campaña electoral. Entonces, pronto sucesivamente la candidatura de Escalante recibió gran apoyo por distintos sectores del espectro político venezolano de aquel entonces.
Por otra parte, de acuerdo con Maye Primera, en vista de que Escalante se había percatado de que los ingresos petroleros no beneficiaban de forma sustancial al país, él propuso nacionalizar dicha industria y usar esos recursos para modernizar a Venezuela.

## Enfermedad mental
Tras pocos días en Caracas y en medio de la agitación propia de las múltiples visitas, halagos y el arduo trabajo como candidato y futuro presidente, se hicieron notorios los síntomas de una grave enfermedad mental, que se manifestaron de manera crítica el día 3 de septiembre de 1945 cuando fue citado para reunirse urgentemente en el Palacio de Miraflores con el presidente Medina Angarita, el gabinete de gobierno y la dirigencia del partido PDV. Según Hugo Orozco, estrecho compañero de Escalante, estaba iniciando una clínica de demencia tiempo antes de viajar a Venezuela para aceptar la presidencia.
El secretario privado de Escalante, Ramón José Velásquez, acudió al Hotel Ávila, ubicado en San Bernardino, Caracas, donde se hospedaba aquel para hacerle llegar la convocatoria pero se dio cuenta de que el aún embajador decía frases incoherentes y sin sentido. El retardo en la comparecencia de Escalante a la reunión, hizo que el jefe de edecanes del presidente, coronel Ulpiano Varela y el ministro del Interior Arturo Uslar Pietri se comunicaran con Velásquez quien les informó lo ocurrido. 
Una junta médica conformada por los doctores Rafael González Rincones, Vicente Peña, Miguel Ruíz Rodríguez y Enrique Tejera, certificó que Diógenes Escalante había perdido la razón. Esta noticia, hecha pública, provocó la consternación del gobierno y buena parte del país y dio al traste con su candidatura. Este hecho, marcó el final de su carrera política y de toda labor intelectual hasta el final de sus días. En un ocasional momento de lucidez, al comunicársele que debía someterse a tratamiento, pidió a su esposa que avisaran a sus partidarios que le perdonaran «por no responder al honor que me hacían al poner en mis manos el destino de Venezuela», como dijera él mismo.
El partido PDV, entonces convocó una nueva reunión para designar un nuevo candidato, que resultó ser el ministro de Agricultura, Ángel Biaggini, pero esta candidatura no fue bien recibida por los opositores del Gobierno y, de hecho, no tenía suficiente aceptación en los distintos sectores de la sociedad. Se considera que este hecho y la repentina enfermedad de Escalante desencadenaron el golpe de Estado del día 18 de octubre de 1945 contra Medina Angarita propiciado por integrantes de la Fuerza Armada, en combinación con líderes del partido Acción Democrática.
Posteriormente, fue internado a un centro psiquiátrico de Caracas mientras se realizaban los preparativos para trasladarlo a los Estados Unidos a petición del presidente Harry Truman, quien había conocido a Escalante durante su labor como embajador de Venezuela en Washington. Pocos días después, el 11 de septiembre de 1945 partió Escalante en un avión estadounidense enviado por el comandante George Brett, adscrito al canal de Panamá. Escalante falleció en Miami (Florida) el 13 de noviembre de 1964, sin poder recuperar su salud mental.

## En la cultura popular

### Libros
- La novela El pasajero de Truman, de Francisco Suniaga, Ediciones Mondadori, 2008.

### Teatro
- Diógenes y las camisas voladoras, de Javier Vidal, Editorial Melvin, Caracas, 2011.

Fue estrenada en el Teatro Trasnocho de Caracas el 1 de julio de 2011, interpretada por Vidal en el personaje de Diógenes Escalante, José Miguel Dao y Jan Vidal Restifo, como el Secretario de Escalante. La dirección la realizó el dramaturgo Moisés Guevara.

### Música
- La canción Diógenes Escalante, de Domingo en llamas.
- "Diógenes y las camisas voladoras", suite de concierto para violín y piano sobre la música incidental para la pieza teatral de Javier Vidal, del compositor Icli Zitella.